# Línea Bútovskaya (Metro de Moscú)

Trayecto de la línea Bútovskaya del Metro de Moscú.

La línea Bútovskaya (del ruso: Бу́товская ли́ния), también conocida como la línea 12, es una línea del Metro de Moscú. Fue inaugurada en 2003 y tiene 10 kilómetros de longitud.

## Historia
La línea representa un experimento en la construcción de tránsito rápido en las zonas donde el túnel se considera caro y poco práctico. En el pasado, se hicieron intentos para construir líneas a nivel del suelo, sin embargo, como mostró la línea Filyovskaya, los duros inviernos rusos y la ocupación de la gran cantidad de tierra útil, hace este tipo de proyectos poco prácticos. Sin embargo, los nuevos distritos en el borde mismo de la ciudad, sobre todo los que están fuera del Anillo de Circunvalación de Moscú (MKAD) requieren una conexión de tránsito rápido. A medida que el sentido práctico de perforación del túnel estaba claro, el sistema fue planeado para ser construido por encima del suelo desde finales de 1980, cuando la oficina de diseño del Metro de Moscú, Metrogiprotrans, desarrolló un conjunto de proyectos que traerían el tránsito rápido más allá del MKAD, primero en el distrito Yuzhnoye Butovo.
El término de metro ligero (Лёгкое метро́) se aplicó a estos nuevos proyectos, ya que cuentan con una estructura elevada continua. El equipo rodante especial tuvo que ser desarrollado para servir a la línea, ya que tendría que ser resistente a los elementos del clima más duro y ser capaz de tomar curvas más cerradas. Para facilitar la operación, el metro ligero se integró en el servicio de metro convencional.
La línea Butovskaya es esencialmente una extensión de la línea Serpujovsko-Timiriázevskaya más allá de la terminal Serpukhovsky. La línea de 5.6 kilómetros se abrió el 27 de diciembre de 2003. Los primeros 1,6 kilómetros estaban perforados en un túnel, lo que permitió una conexión de transferencia conveniente en la estación término Bulvar Dmitriya Donskogo. Para el resto de su recorrido es elevado, con las dos pistas individuales y dobles protegidas por una barrera de sonido. Actualmente cuatro estaciones elevadas, cada una de diseño idéntico, están en operación. Todos ellos, excepto Ulitsa Starokachalovskaya tienen un ascensor sólo para sillas de ruedas. La línea intercambia con la línea 9 en Ulitsa Starokachalovskaya y a la línea 6 en Bittsevsky Park.